# تک‌شاخ‌ماهی برازنده
تک‌شاخ‌ماهی برازنده (نام علمی: Naso elegans) نام یک گونه از سرده تک‌شاخ‌ماهی‌ها است.